# Кім Джин Су (футболіст)
Кім Джин Су (кор. 김진수, нар. 13 червня 1992, Чонджу) — південнокорейський футболіст, захисник німецького клубу «Гоффенгайм 1899» та національної збірної Південної Кореї.

## Клубна кар'єра
У дорослому футболі дебютував 2012 року виступами за команду клубу «Альбірекс Ніїгата». 19 лютого 2012 року, Кім дебютував у передсезонному товариському матчі проти «Віссел Кобе», який «Альбірекс Ніїгата» виграв з рахунком 3:0. Крім того, він забив перший професійний гол в тому ж матчі дальнім ударом.
Він дебютував у матчі Джей-ліги проти «Кавасакі Фронтале» 10 березня 2012 року, відігравши всі 90 хвилин.
13 червня 2014 року було оголошено, що Кім підписав контракт до червня 2018 року з клубом «Гоффенгайм 1899» з німецької Бундесліги..

## Виступи за збірні
2009 року дебютував у складі юнацької збірної Південної Кореї і з нею брав участь в Чемпіонаті світу серед юнацьких команд 2009 року. Всього взяв участь у 5 іграх на юнацькому рівні, відзначившись одним забитим голом.
Протягом 2010—2011 років залучався до складу молодіжної збірної Південної Кореї, а також брав участь у Чемпіонаті світу серед молодіжних команд 2011 року. На молодіжному рівні зіграв у 4 офіційних матчах.
20 липня 2013 року Кім дебютував за дорослу команду Республіки Корея в матчі проти Австралії з рахунком 0:0.
2014 року був включений до заявки збірної на тогорічний чемпіонат світу у Бразилії, але через травму гомілкостопа був замінений на Пака Чу Хо..
Наразі провів у формі головної команди країни 9 матчів.

## Титули і досягнення
- Переможець Азійських ігор: 2014
- Срібний призер Кубка Азії: 2015
- Переможець Кубка Східної Азії: 2017, 2019